# Rhodostrophia cervinaria
Rhodostrophia cervinaria är en fjärilsart som beskrevs av Herrich-Schäffer 1847. Rhodostrophia cervinaria ingår i släktet Rhodostrophia och familjen mätare. Inga underarter finns listade.